# Johannes Monno

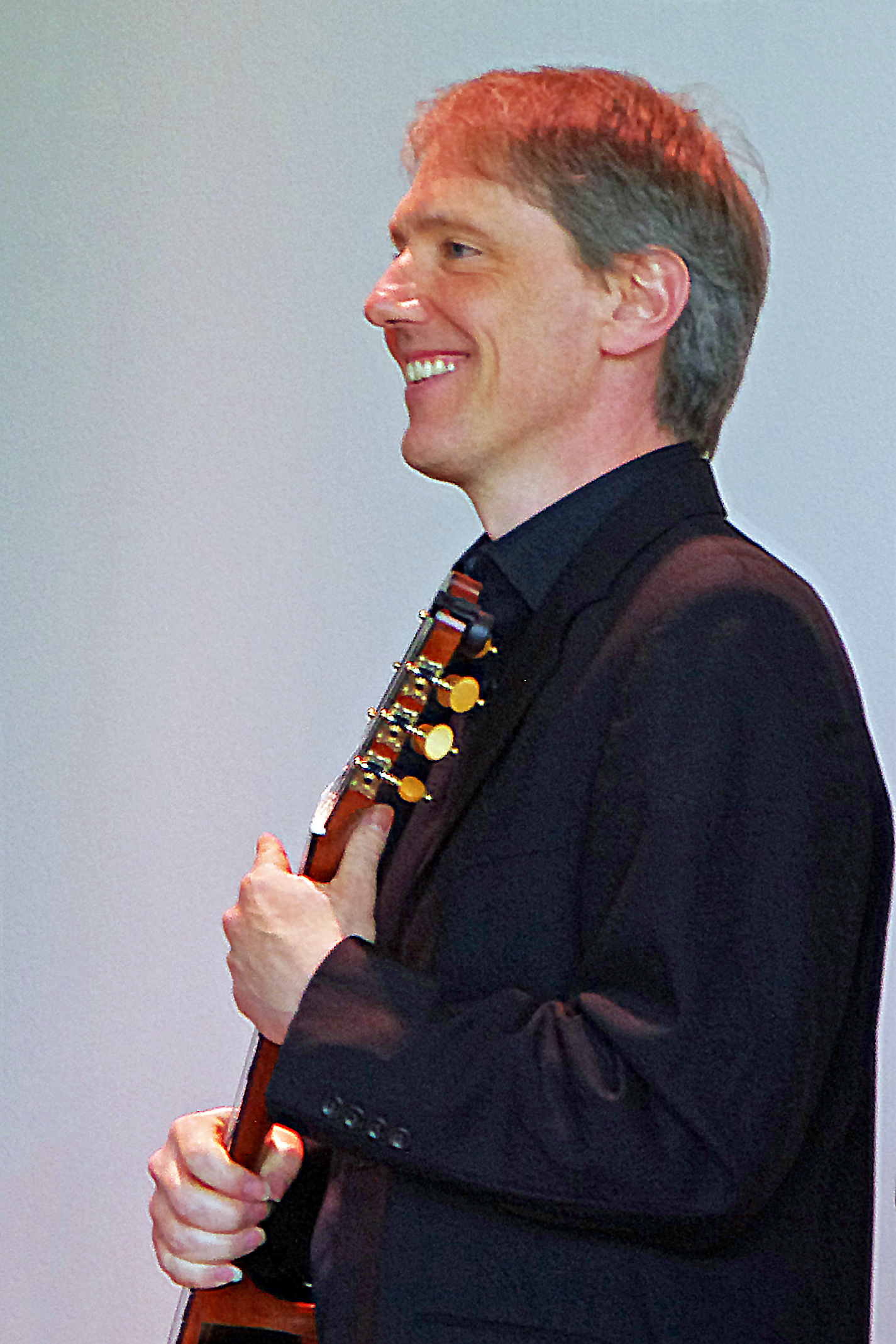

Johannes Monno (* 1968) ist ein deutscher Professor für Gitarre an der Hochschule für Musik und Darstellende Kunst in Stuttgart.

## Leben
Johannes Monno wuchs im mittelhessischen Haiger auf. Mit sechs Jahren begann er das Gitarrenspiel. Schon früh interessierte er sich auch für die Geschichte der Gitarre. Eingehend erforschte er die Geschichte und Spielweise von Vihuela da Mano, Barockgitarre und Chitarrone. Zunächst erhielt er Unterricht bei Michael Simon und Wilfried Halter. Von 1989 bis 1990 studierte er bei José Tomas in Alicante (Spanien). Anschließend setzte er sein Studium an der Kölner Musikhochschule fort. Als DAAD-Stipendiat rundete er seine Studien in Athen bei Costas Cotsiolis ab. Wichtigster Lehrer während der Studienzeit war der Lautenist Konrad Junghänel.
Die Hochschule für Musik und Theater in Hamburg stellt seine erste Station in der Lehre dar. Dort lehrte er neben dem künstlerischen Hauptfach die Methodik und Didaktik der Gitarre. Von Hamburg wechselte er zur Hochschule für Musik und Darstellende Kunst in Frankfurt, wo er die Geschichte der Gitarre und des Continuospiels unterrichtete. Seit dem Jahr 2004 ist Monno Professor an der Hochschule für Musik und Darstellende Kunst in Stuttgart.
Monno spielt in mehreren Ensembles: Kolja Lessing (Geiger und Pianist) & Johannes Monno; Ensemble Rilegato (Olaf Van Gonissen: Gitarra Mexika, Johannes Monno: Barockgitarre, Diego Jascalevich: Charango, Gesang, Markus Reich: Perkussion); Trio-Gremonda (Geige, Flöte, Gitarre). Er ist neben Thomas Müller-Pering und Olaf Van Gonnissen Herausgeber der Neuen Karl Scheit-Reihe bei Universal Edition und Künstlerischer Leiter des Stuttgart International Guitar Festivals.
Er lebt in Haiger, ist verheiratet und hat zwei Kinder. Seine Tochter Paulina, ebenfalls Gitarristin, wurde bereits Landes- und Bundessiegerin des Wettbewerbs Jugend musiziert.

## Diskografie (Auswahl)
- Johannes Monno spielt: Johann Sebastian Bach, John Dowland, Fernando Sor, Joaquín Rodrigo (Calisto-Records, 1997)
- El Noi de la Mare - Johannes Monno spielt Werke von Miguel Llobet, Eduardo Dainz de la Maza, Emilio Pujol (Calisto-Records, 1998)
- Oro y Sangre - Ensemble Rilegato spielt Werke von Gaspar Sanz, Santiago de Murcia, Diego Jascalevich und Atahualpa Yupanqui (Calisto-Records, 2005)
- Impressionen: Johannes Monno spielt Werke von Federico Moreno Torroba, Manuel de Falla, Toru Takemitsu und Antonio José (Johannes Monno, 2008)
- Johann Sebastian Bach - Works for Lute (hänssler CLASSIC, 2016)